# Longdale (Oklahoma)
Longdale es un pueblo ubicado en el condado de Blaine en el estado estadounidense de Oklahoma. En el año 2010 tenía una población de 262 habitantes y una densidad poblacional de 374,29 personas por km².

## Geografía
Longdale se encuentra ubicado en las coordenadas 36°7′58″N 98°33′7″O / 36.13278, -98.55194 (36.132697, -98.551962).

## Demografía
Según la Oficina del Censo en 2000 los ingresos medios por hogar en la localidad eran de $19,000 y los ingresos medios por familia eran $22,500. Los hombres tenían unos ingresos medios de $27,813 frente a los $16,250 para las mujeres. La renta per cápita para la localidad era de $9,744. Alrededor del 23.1% de la población estaban por debajo del umbral de pobreza.